# Кокшенево
Кокшенево — деревня в Муромцевском районе Омской области России. Входит в состав Бергамакского сельского поселения.

## История
Деревня Кокшенёво возникла на рубеже XVII—XVIII веков.В этот период от Бергамакской слободы самовольно отпочковываются новые поселения: заимки и выселки, перерастающие в деревни. О существовании в 1701 году заимки, преобразованной в «деревню Кокшенёва», свидетельствует русская изба, нанесённая Семеном Ремизовым на Чертеже Земли Тарского города 1701 года на левом берегу реки Тары (правом притоке Иртыша), в 6 км восточнее и ниже по её течению от слободы. Эта «однодворовая русская деревня» вначале была названа поселением Оброскино. Местонахождение двух других соседних русских изб на чертеже Ремизова строго масштабно соответствует расположению окраинных домов в современных поселениях Лисино и Муромцево — ближайших к Кокшенёво плодородных земельных участков, облюбованных ссыльными пашенными крестьянами на берегах речек Танатаровки и Сюткес, левых притоках Тары, вдали от Бергамакской слободы и в стороне от юрт ясачных татар.
В 1708 году деревня Кокшенёво впервые упоминается в списках первых поселений Притарья. В 1719 году в «Бергомацкой слободы деревне Кокшенёва» было переписано восемь дворов, три из которых занимали семьи Кокшенёвых: Якова, Тимофея и Обросима. В отличие от первых двух сыновей Матвея Кокшени, родившихся «государственными крестьянами» в Бергамакской слободе, «Обросим Матвеев сын» был первым родившимся (ок. 1700 года) на вольной заимке, получившей название от его имени.
В первых списках потомки первооснователя деревни Кокшенёво, безфамильного ссыльного пашенного крестьянина Матвея (г.р. ок. 1650), фигурировали под его прозвищем Кокшень, «например, … сын Андрея Кокшени», а в последующих ревизиях они уже были переписаны с фамилией Кокшенёв: «…Андреев сын Кокшенёв»,. Исследование заселение Муромцевского района Омской области через распространение старожильческих фамилий на основе доступных ревизий населения показало, что по спискам 1782 года фамилия Кокшенёв была самой распространённой не только в самой деревне Кокшенёва, но и по всему изучаемому району.
В 1909 году население (недоступная ссылка — история). Кокшенёво составляло 826 человек.
В 1928 году состояло из 182 хозяйств, основное население — русские. Центр Кокшеневского сельсовета Муромцевского района Тарского округа Сибирского края.

## Население
| 1926 | 2010 |
| ---- | ---- |
| 931  | ↘284 |

Гендерный состав
По данным Всероссийской переписи населения 2010 года в гендерной структуре населения из 284 человек мужчин — 140, женщин — 144	(49,3 и 50,7 % соответственно)
Национальный состав
В 1928 году основное население — русские.
Согласно результатам переписи 2002 года, в национальной структуре населения русские составляли 97 % от общей численности населения в 302 чел..